# أنور الغازي
أنور الغازي  (بالهولندية: Anwar El Ghazi)(المولود في 3 مايو / أيار 1995، بمدينة باريندريخت الهولندية) هو لاعب كرة قدم هولندي محترف من أصل مغربي يلعب في فريق نادي كارديف سيتي ويفضل اللعب كمهاجم في خط الجناح الأيمن.

## المسيرة الرياضية مع الأندية

### البدايات
بدأ الغازي مسيرته الكروية في صفوف الشباب بناديه المحلي بي في في باريندريخت وانضم إلى أكاديمية الشباب في فاينورد لمدة موسمين. ثم انضم إلى صفوف سبارتان 20 قبل أن يتم التعاقد معه من قبل سبارتا روتردام حيث تقدم عبر الأكاديمية. في عام 2013 انضم إلى أكاديمية أياكس للشباب ولعب ضمن فئة A1 (تحت 19 عاما) والمنافسة في دوري شباب أوروبا.

### أياكس

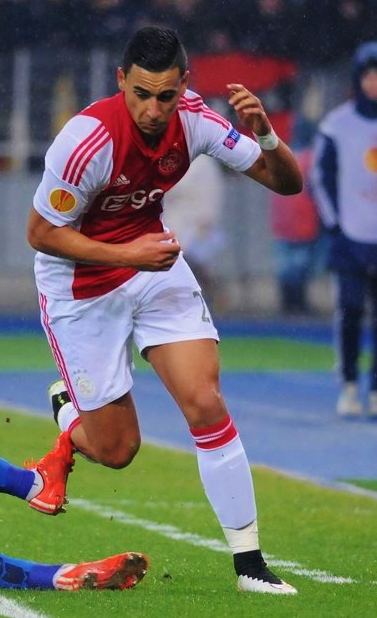
الغازي يلعب لأياكس عام 2015.

وقع الغازي مع أياكس أمستردام في يوليو 2013. خلال الموسم التحضيري 2014–15 سجل 8 أهداف في 150 دقيقة من وقت اللعب وحصل على لقب هداف أياكس في الموسم التحضيري. بينما كان أياكس ينوي في البداية إرسال الغازي إلى فريقهم الاحتياطي جونغ أياكس دفع الموسم التحضيري للغازي أياكس إلى ضمه إلى تشكيلة الفريق الأول بعد إعارة زميله الجناح ليزلي دي سا إلى غو أهد إيغلز. شارك الغازي لأول مرة رسميا مع أياكس في كأس السوبر الهولندي 2014 ضد بي إي سي زفوله ليحل محل ريكاردو كيشنا في الخسارة 1-0 على أرضه.
ظهر الغازي لأول مرة في الموسم العادي مع أياكس في المباراة الافتتاحية لموسم الدوري الهولندي 2014–15 ضد فيتيس. انتهت المباراة بالفوز 4-1 على أرضه حيث قدم الغازي التمريرة الحاسمة للهدف الرابع عن طريق لاسه شونه في الدقيقة 87. في 17 أغسطس 2014 سجل الغازي هدفه الأول في الدوري الهولندي الممتاز في الفوز 3–1 خارج أرضه على ايه زد ألكمار وسجل في الدقيقة 90. سجل هدفه الأول في دوري أبطال أوروبا في 22 أكتوبر 2014 على ملعب كامب نو ضد برشلونة في الدقيقة 88 من الخسارة 3-1. وبذلك أصبح أول لاعب يسجل في كامب نو منذ بداية موسم 2014–15 عندما خاض برشلونة خمس مباريات على أرضه دون أن تهتز شباكه بأي هدف.

### ليل
في 31 يناير 2017 أُعلن عن بيع الغازي إلى نادي ليل الفرنسي مقابل 8 ملايين يورو. في 18 فبراير سجل هدفه الأول لصالح ليل ضد كاين والذي أصبح أيضا الفائز (0-1).
في 6 أغسطس 2017 في الجولة الأولى من موسم 2017–18 سجل الغازي الهدف الثالث لفريق ليل ضد نانت. للاحتفال خلع قميصه ليكشف عن قميص تكريما لعبد الحق نوري زميله السابق في فريق أياكس الذي انهار في الشهر السابق وعانى من نوبة عدم انتظام ضربات القلب مما أدى إلى إصابته بتلف شديد ودائم في الدماغ وغير قادر على الاستمرار كلاعب كرة قدم. خلال موسم 2017–18 سجل الغازي أربعة أهداف وقدم تمريرتين حاسمتين في 27 مباراة. تميز المهاجم الهولندي بشكل خاص خلال المباراة ضد ستراسبورغ في 28 يناير 2018 على ملعب بيار موروا حيث سجل الهدف الأول عن طريق رأسية بعد تمريرة حاسمة من نيكولاس بيبي. ثم قدم تمريرة حاسمة لصالح فريق إدغار لي ليحقق الفوز لليل.
في 18 فبراير 2018 تعرض الغازي لإصابة في أوتار الركبة أمام أولمبيك ليون مما أبعده عن الملاعب لعدة أسابيع. بسبب المضاعفات لم يعد حتى نهاية الموسم حيث كافح لإثبات نفسه في التشكيلة الأساسية للمدرب كريستوف غالتييه.

### أستون فيلا
في 22 أغسطس 2018 وقع الغازي مع نادي أستون فيلا الذي يلعب في دوري البطولة الإنجليزية على سبيل الإعارة لمدة موسم مع وجود شرط للشراء. ظهر لأول مرة في 25 أغسطس 2018 في تعادل 1-1 مع ريدينغ حيث قدم تمريرة حاسمة عن طريق تمرير الكرة إلى أحمد المحمدي الذي سجل رأسية. سجل هدفه الأول لفريق أستون فيلا بعد أسبوع في 1 سبتمبر 2018 في الهزيمة 4-1 أمام شيفيلد يونايتد.
في 28 أبريل 2019 في مباراة ساخنة بين أستون فيلا ومنافسيه في التصفيات المؤهلة للبطولة ليدز يونايتد على ملعب إيلاند رود تلقى الغازي عن طريق الخطأ بطاقة حمراء من قبل الحكم ستيوارت أتويل. حدث هذا بعد أن ضرب الغازي مهاجم ليدز باتريك بامفورد خلال شجار على أرض الملعب بعد الهدف الافتتاحي المثير للجدل الذي سجله ماتيوز كليتش رقم 72 لصالح ليدز يونايتد بعد رفض تايلر روبيرتس إبعاد الكرة عن اللمس بسبب الإصابة. قوبل القرار بجدل من المشجعين والنقاد على حد سواء حيث ادعى دين سميث مدرب أستون فيلا الرئيسي أنه بعد مراجعة لقطات الحادث أفاد بأنه سيندهش إذا حصل على البطاقة الحمراء والإيقاف اللاحق لثلاث مباريات. ولم يتم نقضها بعد الاستئناف. تم إلغاء البطاقة الحمراء والإيقاف لاحقا وفي 2 مايو تم إيقاف بامفورد لمباراتين بسبب "الخداع الناجح لحكم المباراة".
في 27 مايو 2019 سجل الغازي الهدف الأول لأستون فيلا في المباراة النهائية لبطولة الدوري الإنجليزي لكرة القدم بنتيجة 2–1 على ديربي كاونتي. وفي الدقيقة 44 التقى بعرضية أحمد المحمدي من الجهة اليمنى برأسية اصطدمت بظهره. في الشوط الثاني تصدى ريتشارد كيو لتسديدة الغازي من خارج منطقة الجزاء ومرر لجون ماكجين ليسرق الكرة ويسجل برأسية ليضع أستون فيلا في المقدمة 2-0 في التعادل في الدقيقة 59.
وقع الغازي مع أستون فيلا بشكل دائم في 10 يونيو 2019 بعقد مدته أربع سنوات مقابل رسوم غير معلنة. سجل 4 أهداف وساهم بأربع تمريرات حاسمة في أول موسم له في الدوري الإنجليزي الممتاز حيث نجا فيلا بصعوبة من الهبوط.
في 26 ديسمبر 2020 سجل الغازي هدفا في الفوز 3–0 على ضيفه كريستال بالاس والذي سيتم التصويت عليه كهدف أستون فيلا لهذا الموسم لموسم 2020–21. كان هذا واحدا من 11 هدفا تم تسجيلها في ذلك الموسم وهو ما يعادل أفضل موسم له على الإطلاق مع أياكس.

### إيفرتون
وقع الغازي مع إيفرتون على سبيل الإعارة في 13 يناير 2022. حصل على القميص رقم 34 تكريما لزميله السابق في أياكس عبد الحق نوري.

### ايندهوفن
في 30 أغسطس 2022 أكمل الغازي انتقاله إلى بي إس في آيندهوفن. ظهر لأول مرة في الهزيمة 2-1 أمام تفينتي أنشخيدة في 3 سبتمبر. تم إنهاء عقده مع إيندهوفن بالتراضي في 4 سبتمبر 2023.

### ماينز 05
في 22 سبتمبر 2023 وقع الغازي عقدا لمدة عامين مع نادي ماينز 05 الألماني. لعب الغازي مباراته الوحيدة مع ماينز 05 في 6 أكتوبر ضد بوروسيا مونشنغلادباخ حيث تم استبداله ببراجان جرودا حيث صنع هدف أيمن برقوق في الدقيقة 75 لتجعل المباراة 2-1. تم إيقاف الغازي من قبل ماينز 05 في 17 أكتوبر لمشاركته منشورا مؤيدا للفلسطينيين على إنستغرام يتعلق بالحرب الفلسطينية الإسرائيلية 2023 والذي تضمن عبارة من النهر إلى البحر، فلسطين ستكون حرة". وقال فيما بعد: "لكل فرد سواء كان ذلك في فلسطين أو في أي مكان آخر الحق في الأمن والموطن المحب وفرص النمو". بسبب تعليقاته تم إغلاق حساب إنستغرام الرسمي لفريق ماينز 05 في أعقاب تسريح الغازي.
في 27 أكتوبر أبلغ ماينز الغازي أنهم يعتزمون إنهاء عقده بسبب منشوره على وسائل التواصل الاجتماعي. ومع ذلك فقد عاد في 31 أكتوبر بعد أن نأى بنفسه عن تصريحه بالقول إنه يقف "من أجل السلام فوق كل شيء" ودعا إلى "مزيد من التعاطف" لأن "تعميق معرفتنا بتاريخ هذا الصراع أمر حيوي". وبعد أسبوع أنهى ماينز عقده. جاء ذلك بعد أن نفى الغازي بيان النادي بشأن تراجعه عن بيانه الأولي قائلا عبر مواقع التواصل الاجتماعي إنه لم يصرح ببيان النادي في هذا الشأن: "لا أنأى بنفسي عما قلته وأقف من أجل الإنسانية والإنسانية في جنب المظلوم إلى آخر يوم أتنفس فيه".
في 12 يوليو 2024 أصدرت محكمة العمل في مدينة ماينز حكما بعدم صحة فسخ نادي ماينز لعقد لاعبه أنور الغازي على خلفية نشره منشورات سياسية على حساباته بوسائل التواصل الاجتماعي. وأوضحت بيتينا تشاودري القاضية التي ترأست الجلسة قرارها بأن منشورات الغازي لم تشكل أي إخلال بالواجبات التي من شأنها أن تؤدي لإنهاء علاقة العمل دون إشعار. وكان عقد الغازي يمتد حتى 2025 ويحق للاعب الحصول على ما يقرب من 1.7 مليون يورو من الرواتب والمكافآت المتأخرة كما يستحق العودة لممارسة مهنة لاعب كرة القدم المحترف بشكل رسمي. وقد تعهد بتقديم 500 ألف يورو لدعم أطفال غزة، بما يعادل ثلث المبلغ الذي حصل عليه من نادي ماينز الألماني.

### كارديف سيتي
انضم أنور الغازي إلى نادي كارديف سيتي الويلزي في أغسطس 2024 الناشط في دوري الدرجة الثانية الإنجليزي، حيث نشر الغازي عبر منصة التواصل الاجتماعي "إكس": "بالتأكيد مع العسر يأتي اليسر. بعد ظلام الأشهر القليلة الماضية، أتطلع إلى هذا الفصل الجديد في كارديف".

## المسيرة الرياضية مع المنتخبات
نظرا لحصوله على جنسية مزدوجة كان الغازي مؤهلا لتمثيل هولندا أو المغرب على مستوى رفيع. ظهر لأول مرة دوليا مع منتخب هولندا تحت 18 عاما في مباراة ودية ضد النمسا في 15 أكتوبر 2012 بخسارة 2-0.

### هولندا
التقى الغازي بكريستيانو رونالدو خلال العطلة الصيفية اللاعب الذي يتطلع إليه وسأله عما إذا كان يجب أن يمثل هولندا أم المغرب. نصحه رونالدو باختيار هولندا لأنه ستكون لديه فرصة أكبر للمشاركة في بطولة دولية بناء على تاريخهم. ونتيجة لذلك قال الغازي إنه سيختار تمثيل هولندا وتم استدعاؤه لاحقا لمباراتي هولندا الأخيرتين في تصفيات بطولة أمم أوروبا 2016 ضد كازاخستان في 10 أكتوبر 2015 وجمهورية التشيك في 13 أكتوبر. تم اختياره في التشكيلة الأساسية للمنتخب البرتقالي في كلتا المباراتين حيث هزم الهولنديون كازاخستان 2-1 لكنه خسر أمام التشيك 3-2. وفشلت هولندا في التأهل للبطولة بعد حصولها على المركز الرابع في مجموعتها المؤهلة.
في 14 مايو 2021 تم استدعاء الغازي من قبل فرانك دي بور وهولندا ليكون جزءا من الفريق المؤقت لبطولة أمم أوروبا 2020 المقبلة مما يجعله أول استدعاء له للمنتخب الوطني منذ عام 2015.

### المغرب
في أكتوبر 2022 أكد الغازي أنه يفكر في الانتقال إلى المغرب وأن الجامعة الملكية المغربية لكرة القدم كان يعمل على الأوراق. ولم يلعب لهم بعد.

## إحصاءات مسيرته الكروية المهنية

### الأندية
آخر تحديث match played 6 أكتوبر 2023.
| النادي             | الموسمSeason  | الدوري                  | الدوري  | الدوري | الكأس الوطني | الكأس الوطني | كأس الرابطة | كأس الرابطة | أوروبا  | أوروبا | أخرى    | أخرى | المجموع | المجموع |
| النادي             | الدرجة        | لعب                     | الأهداف | لعب    | الأهداف      | لعب          | الأهداف     | لعب         | الأهداف | لعب    | الأهداف | لعب  | الأهداف |         |
| ------------------ | ------------- | ----------------------- | ------- | ------ | ------------ | ------------ | ----------- | ----------- | ------- | ------ | ------- | ---- | ------- | ------- |
| أياكس أمستردام     | 2014–15       | الدوري الممتاز          | 31      | 9      | 2            | 0            | —           | —           | 9       | 1      | 1       | 0    | 43      | 10      |
| أياكس أمستردام     | 2015–16       | الدوري الهولندي الممتاز | 27      | 11     | 1            | 0            | —           | —           | 9       | 0      | —       | —    | 37      | 11      |
| أياكس أمستردام     | 2016–17       | الدوري الهولندي الممتاز | 12      | 0      | 2            | 1            | —           | —           | 6       | 1      | —       | —    | 20      | 2       |
| أياكس أمستردام     | المجموع       | المجموع                 | 70      | 20     | 5            | 1            | 0           | 0           | 24      | 2      | 1       | 0    | 100     | 23      |
| Lille              | 2016–17       | الدرجة الأولى           | 12      | 1      | 1            | 1            | —           | —           | —       | —      | —       | —    | 13      | 2       |
| Lille              | 2017–18       | الدرجة الأولى           | 27      | 4      | 2            | 0            | 2           | 0           | —       | —      | —       | —    | 31      | 4       |
| Lille              | المجموع       | المجموع                 | 39      | 5      | 3            | 1            | 2           | 0           | 0       | 0      | 0       | 0    | 44      | 6       |
| أستون فيلا (إعارة) | 2018–19       | دوري البطولة            | 31      | 5      | 1            | 0            | 1           | 0           | —       | —      | 3       | 1    | 36      | 6       |
| أستون فيلا         | 2019–20       | الدوري الممتاز          | 34      | 4      | 1            | 1            | 5           | 1           | —       | —      | —       | —    | 40      | 6       |
| أستون فيلا         | 2020–21       | الدوري الممتاز          | 28      | 10     | 0            | 0            | 3           | 1           | —       | —      | —       | —    | 31      | 11      |
| أستون فيلا         | 2021–22       | الدوري الممتاز          | 9       | 1      | 1            | 0            | 2           | 2           | —       | —      | —       | —    | 12      | 3       |
| أستون فيلا         | 2022–23       | الدوري الممتاز          | 0       | 0      | 0            | 0            | 0           | 0           | —       | —      | —       | —    | 0       | 0       |
| أستون فيلا         | المجموع       | المجموع                 | 102     | 20     | 3            | 1            | 11          | 4           | 0       | 0      | 3       | 1    | 119     | 26      |
| إيفرتون (إعارة)    | 2021–22       | الدوري الممتاز          | 2       | 0      | 0            | 0            | 0           | 0           | —       | —      | —       | —    | 2       | 0       |
| PSV                | 2022–23       | الدوري الممتاز          | 23      | 8      | 3            | 0            | —           | —           | 5       | 1      | —       | —    | 31      | 9       |
| PSV                | 2023–24       | الدوري الممتاز          | 1       | 0      | 0            | 0            | —           | —           | 0       | 0      | 1       | 0    | 2       | 0       |
| PSV                | المجموع       | المجموع                 | 24      | 8      | 3            | 0            | 0           | 0           | 5       | 1      | 1       | 0    | 33      | 9       |
| ماينز 05           | 2023–24       | الدرجة الأولى           | 3       | 0      | 0            | 0            | —           | —           | —       | —      | —       | —    | 3       | 0       |
| المجموع الكلي      | المجموع الكلي | المجموع الكلي           | 240     | 53     | 14           | 3            | 13          | 4           | 29      | 3      | 5       | 1    | 302     | 64      |

1. ↑  Includes دوري أبطال أوروبا and الدوري الأوروبي
2. ↑  Includes كأس السوبر الهولندي and Championship play-offs
3. ↑  Appearance in كأس السوبر الهولندي

### المنتخبات
آخر تحديث match played 13 أكتوبر 2015.
| المنتخب الوطني | السنة   | لعب | الأهداف |
| -------------- | ------- | --- | ------- |
| هولندا         | 2015    | 2   | 0       |
| المجموع        | المجموع | 2   | 0       |

## الإنجازات والبطولات

### الأندية
- أستون فيلا
  - دور الصعود في دوري البطولة الإنجليزية (1): 2019
- إيندهوفن
  - كأس هولندا (1): 2022-2023
  - كأس السوبر الهولندي (1): 2023

### الشخصية
- موهبة العام في أياكس (جائزة ماركو فان باستن): 2015

## روابط خارجية
- أنور الغازي على موقع الاتحاد الأوربي (الإنجليزية)
- أنور الغازي على موقع إي إس بي إن إف سي (الإنجليزية)
- أنور الغازي على موقع قاعدة بيانات كرة القدم.إي يو (الإنجليزية)
- أنور الغازي على موقع ليكيب (الفرنسية)
- أنور الغازي على موقع ناشيونال فوتبول تيمز (الإنجليزية)
- أنور الغازي على موقع Soccerbase.com (لاعب) (الإنجليزية)
- أنور الغازي على موقع Soccerway.com (الإنجليزية)
- أنور الغازي على موقع عالم كرة القدم.نت (الإنجليزية)
- أنور الغازي على موقع AS.com (الإسبانية)